# Дубровино (Московская область)
Дубровино — деревня в городском округе Шаховская Московской области.

## Население
| 1859 | 1926 | 2002 | 2006 | 2010 |
| ---- | ---- | ---- | ---- | ---- |
| 188  | ↗220 | ↘36  | ↘24  | →24  |

## География
Деревня расположена на западе Московской области, в центральной части Шаховского района, примерно в 8 км к югу от райцентра Шаховская, на правом берегу реки Дидейки (левый приток Рузы), высота центра над уровнем моря — 234 м.
В деревне одна улица — Центральная. Ближайшие населённые пункты — Березенки на противоположном берегу реки, Дятлово на юго-западе и Брюханово на юге. Связана автобусным сообщением с районным центром.

## История
В 1769 году Дубровина — деревня Хованского стана Волоколамского уезда Московской губернии, владение бригадира Федора Ивановича Дмитриева-Мамонова. В деревне 164 души.
В середине XIX века деревня Дубровино относилась к 1-му стану Волоколамского уезда и принадлежала княгине Настасье Федоровне Вреде. В деревне было 25 дворов, крестьян 96 душ мужского пола и 100 душ женского.
В «Списке населённых мест» 1862 года — владельческая деревня 1-го стана Волоколамского уезда Московской губернии по правую сторону Московского тракта, шедшего от границы Зубцовского уезда на город Волоколамск, в 25 верстах от уездного города, при колодце, с 33 дворами и 188 жителями (86 мужчин, 102 женщины).
По данным на 1890 год входила в состав Бухоловской волости Волоколамского уезда, число душ мужского пола составляло 93 человека.
В 1913 году — 39 дворов и земское училище.
По материалам Всесоюзной переписи населения 1926 года — центр Дубровинского сельсовета Судисловской волости, проживало 220 человек (98 мужчин, 122 женщины), насчитывалось 44 хозяйства (43 крестьянских), имелась школа.
С 1929 года — населённый пункт в составе Шаховского района Московской области.
1994—1995 гг. — деревня Черленковского сельского округа Шаховского района.
1995—2006 гг. — деревня Бухоловского сельского округа Шаховского района.
2006—2015 гг. — деревня сельского поселения Степаньковское Шаховского района.
2015 г. — н. в. — деревня городского округа Шаховская Московской области.

## Достопримечательности
В 0,6 км к северо-западу от деревни находится памятник природы областного значения «Торфяное болото „Озерское“» площадью 35,6 га, включающий древнеозёрную котловину с озером и места обитания редких видов растений и животных, занесённых в Красную книгу России и Красную книгу Московской области.